# Maribojoc
Maribojoc (Bayan ng Maribojoc) är en kommun i Filippinerna. Kommunen tillhör provinsen Bohol och ligger på ön med samma namn. Folkmängden uppgår till 16 485 invånare.

## Barangayer
Maribojoc är indelat i 22 barangayer.
| - San Roque (Aghao) - Agahay - Aliguay - Anislag - Bayacabac - Bood - Busao - Cabawan - Candavid - Dipatlong - Guiwanon | - Jandig - Lagtangon - Lincod - Pagnitoan - Poblacion - Punsod - Punta Cruz - San Isidro - San Vicente - Tinibgan - Toril |

## Bildgalleri

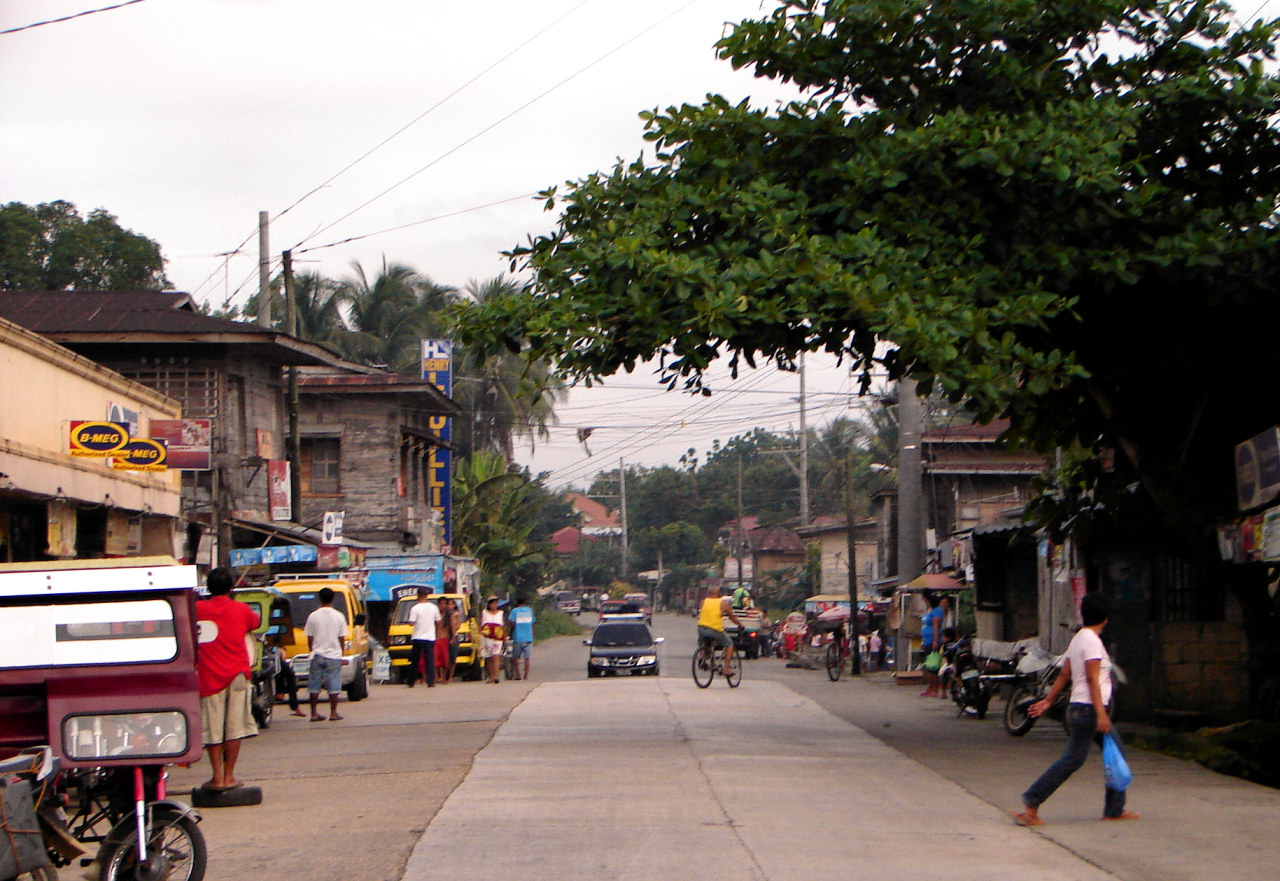
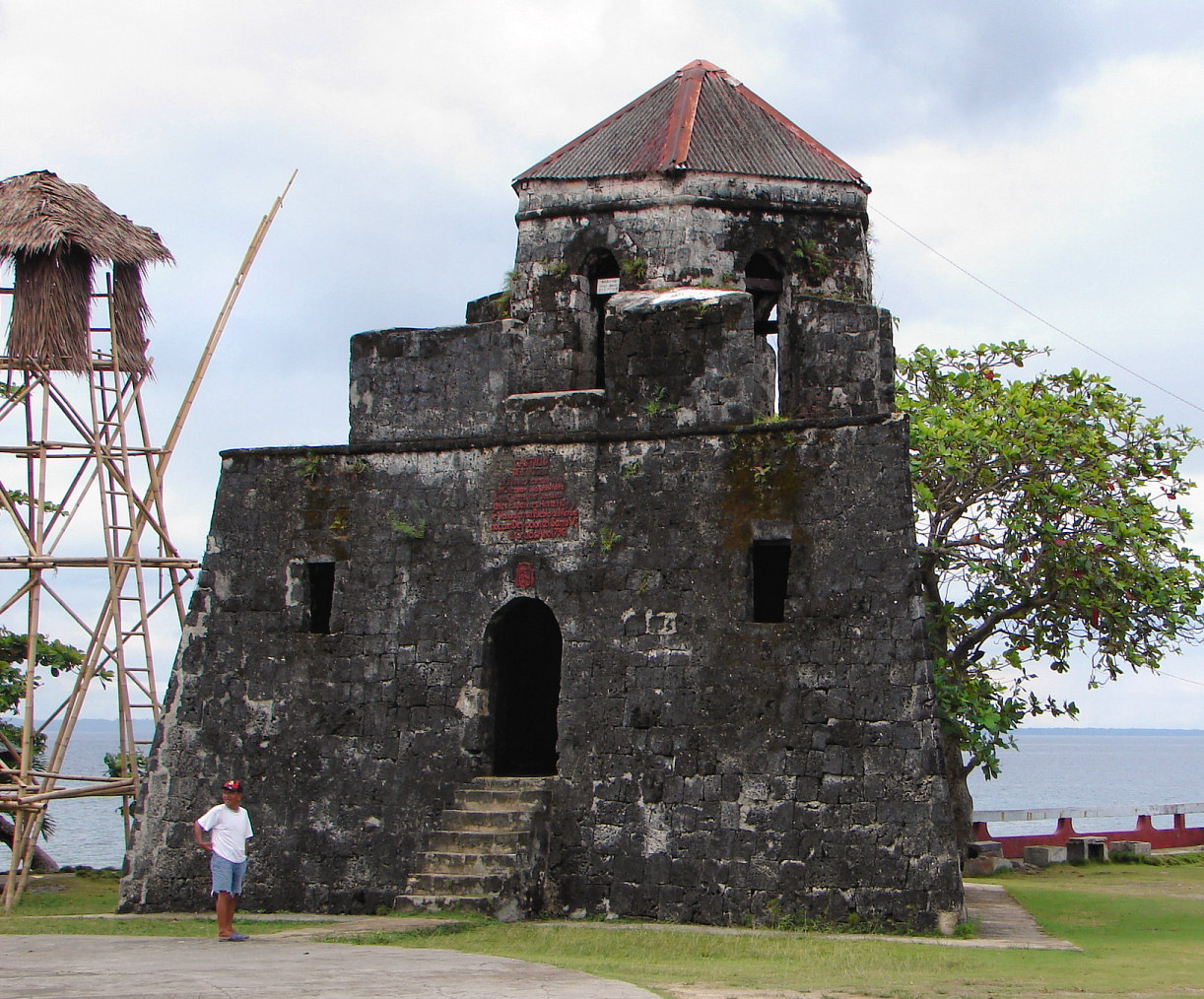